# Ангел Попзахариев
Ангел Попзахариев (на гръцки: Άγγελος Παπαζαχαρίου, Ангелос Папазахариу) е гръцки просветен деец и деец на Гръцката въоръжена пропаганда в Македония от началото на XX век.

## Биография
Ангел Попзахариев е роден в лъгадинската гъркоманска паланка Сухо. Роднина е на гръцкия революционер Вангел Попзахариев. Работи като учител, а също така взема дейно участие в гръцката въоръжена пропаганда в Македония. Преподава и в Солунската гръцка гимназия и е привлечен към гръцкия революционен комитет от Ламброс Коромилас. Работи като училищен инспектор. Константинос Мазаракис го определя като агент от втори ред.